# Гладовець-Покупський
Гладовець-Покупський (хорв. Gladovec Pokupski) — населений пункт у Хорватії, у Загребській жупанії у складі громади Покупсько.

## Населення
Населення за даними перепису 2011 року становило 152 осіб.
Динаміка чисельності населення поселення:

## Клімат
Середня річна температура становить 10,70 °C, середня максимальна – 25,10 °C, а середня мінімальна – -5,92 °C. Середня річна кількість опадів – 970 мм.
| Клімат поселення                              | Клімат поселення | Клімат поселення | Клімат поселення | Клімат поселення | Клімат поселення | Клімат поселення | Клімат поселення | Клімат поселення | Клімат поселення | Клімат поселення | Клімат поселення | Клімат поселення | Клімат поселення |
| Показник                                      | Січ.             | Лют.             | Бер.             | Квіт.            | Трав.            | Черв.            | Лип.             | Серп.            | Вер.             | Жовт.            | Лист.            | Груд.            |                  |
| Середній максимум, °C                         | 6,92             | 8,68             | 13,11            | 17,47            | 21,96            | 25,10            | 24,28            | 23,59            | 19,99            | 14,96            | 9,08             | 5,18             |                  |
| Середня температура, °C                       | 0,50             | 2,26             | 6,70             | 11,05            | 15,55            | 18,68            | 20,38            | 19,70            | 16,10            | 11,07            | 5,18             | 1,27             |                  |
| Середній мінімум, °C                          | −5,92            | −4,13            | 0,28             | 4,64             | 9,13             | 12,26            | 16,48            | 15,79            | 12,20            | 7,16             | 1,29             | −2,62            |                  |
| Норма опадів, мм                              | 59               | 56               | 66               | 76               | 82               | 96               | 87               | 91               | 92               | 94               | 97               | 74               |                  |
| Середньомісячна швидкість вітру, м/с          | 1.70             | 1.82             | 2.23             | 2.11             | 1.96             | 1.80             | 1.73             | 1.60             | 1.60             | 1.62             | 1.70             | 1.70             |                  |
| Середньомісячна сонячна радіація, кДж/м²·день | 4218             | 6947             | 10560            | 15082            | 19297            | 21127            | 22313            | 19408            | 14245            | 8819             | 4683             | 3402             |                  |
| --------------------------------------------- | ---------------- | ---------------- | ---------------- | ---------------- | ---------------- | ---------------- | ---------------- | ---------------- | ---------------- | ---------------- | ---------------- | ---------------- | ---------------- |
| Джерело:                                      |                  |                  |                  |                  |                  |                  |                  |                  |                  |                  |                  |                  |                  |